# Улица Фрунзе (Хабаровск)
Улица Фрунзе — улица в Хабаровске, проходит через исторический центр города от улицы Ленина параллельно руслу Амура и за улицей Серышева заканчивается в жилом квартале.
Улица характеризуется как пример городских контрастов. Своими организациями активно участвует в культурной жизни города, в Доме народного творчества (д. 63) проводятся выставки, на пересечении с Амурским бульваром (д. 13А) работает музей-аквариум «Рыбы Амура».

## История
Первоначальное название — 5-я (по первому городскому плану М. Любенского, выполненного в 1864 году, идущие параллельно руслу Амура улицы были просто номерными), затем — Телеграфная, Протодьяконовская, в честь первого старосты Хабаровки И. М. Протодьяконова.
Современное название, с 1925 года, в честь видного советского военного деятеля М. В. Фрунзе (1885—1925).
В 2012 году на месте крутого земляного холма у пересечения улицы с Амурским бульваром начали строительство нового лестничного спуска, превратившегося в городской долгострой и объект вандализма, доставляющий большие неудобства горожанам
26 июня 2018 года в д. 50 был открыт музыкальный музей «Мир говорящих машин», основанный на частной коллекции семьи Веретенниковых звуковоспроизводящих устройств и аудионосителей (проигрывателей, грампластинок, граммофонов и радиоприемников), выпущенных в 1880—1980 годах.
В д. 119 на улице в 2022 году открыт молодёжный центр «Моя территория».

## Достопримечательности
д. 32 — Дом жилой П. А. Усольцева
д. 41 — Дом доходный Кабатовых и Вшивцевых
д. 47 — Дом жилой В. М. Фомина
д. 50 — Дом доходный П. Т. Денисова, Музыкальный музей «Мир говорящих машин»
д. 63 — Дом жилой Р. Б. Альперовича
д. 65 — мастерские Союза художников России, мемориальная доска Г. С. Зорину, мемориальная доска Б. Г. Шахназаров
д. 69А — Дом жилой Г. С. Усова
д. 85 — Дом доходный Ф. Кротких
д. 92 — Дом доходный П. П. Рословича

## Известные жители
д. 34 — В. С. Еращенко (мемориальная доска)
д. 67 (не сохранился) — Борис Закс, А. П. Гайдар, Е. И. Титов, Б. Д. Шишакин, П. Г. Кулыгин, Д. Д. Нагишкин.
д. 71 — Пётр Проскурин (мемориальная доска)

## Галерея

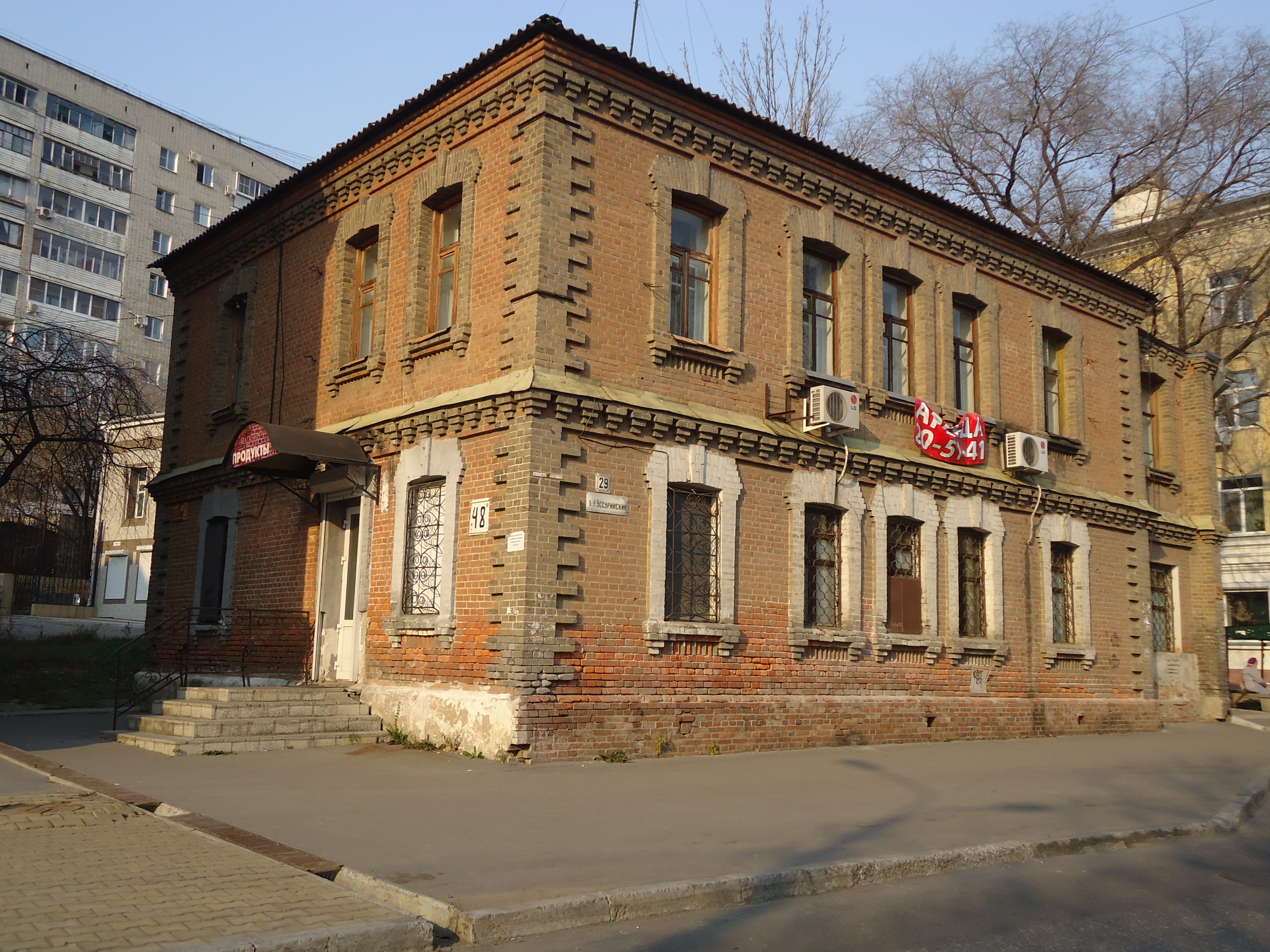
д. 50. Жилой дом П. Т. Денисова
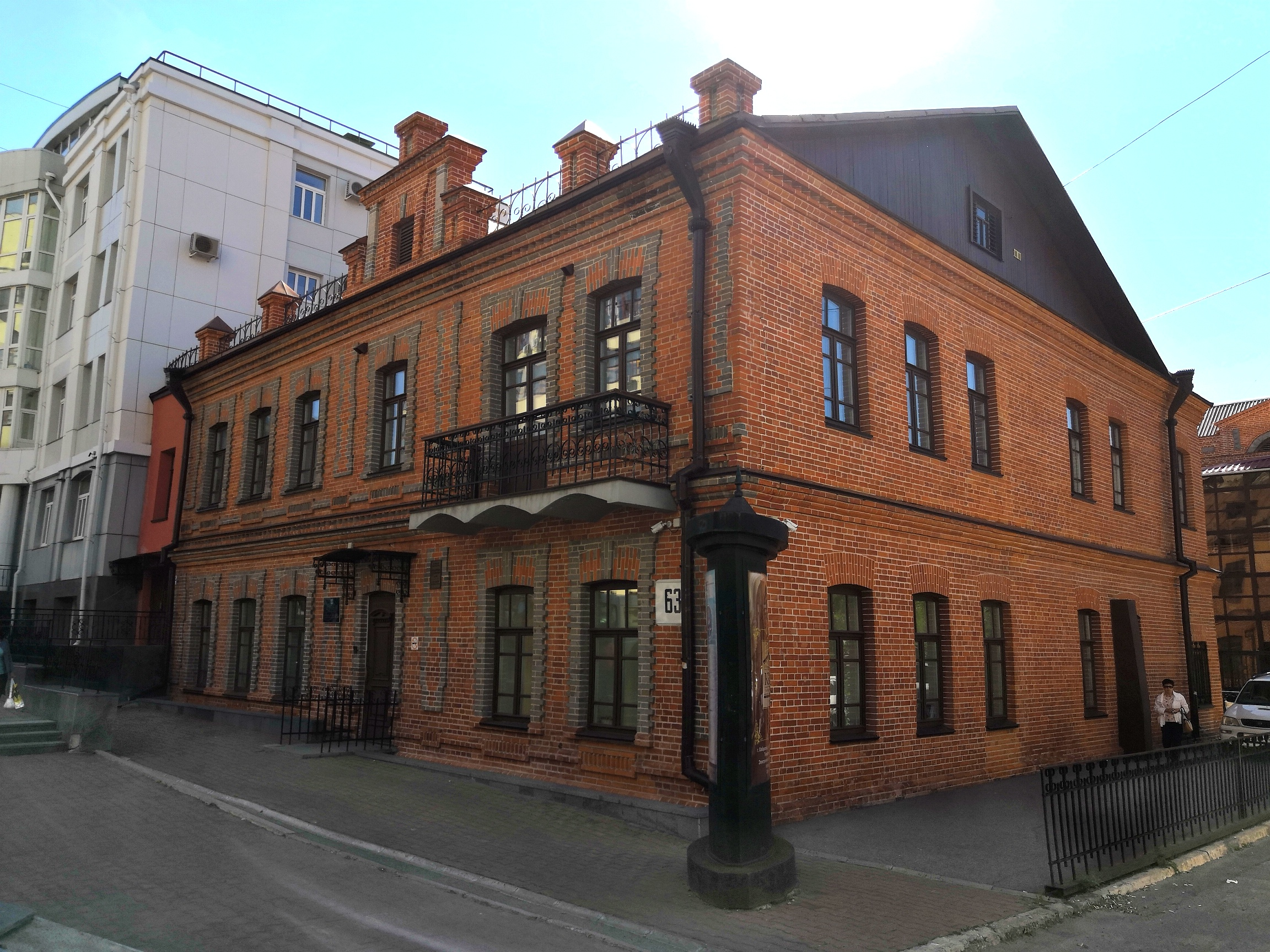
д. 63. Дом жилой Р. Б. Альперовича
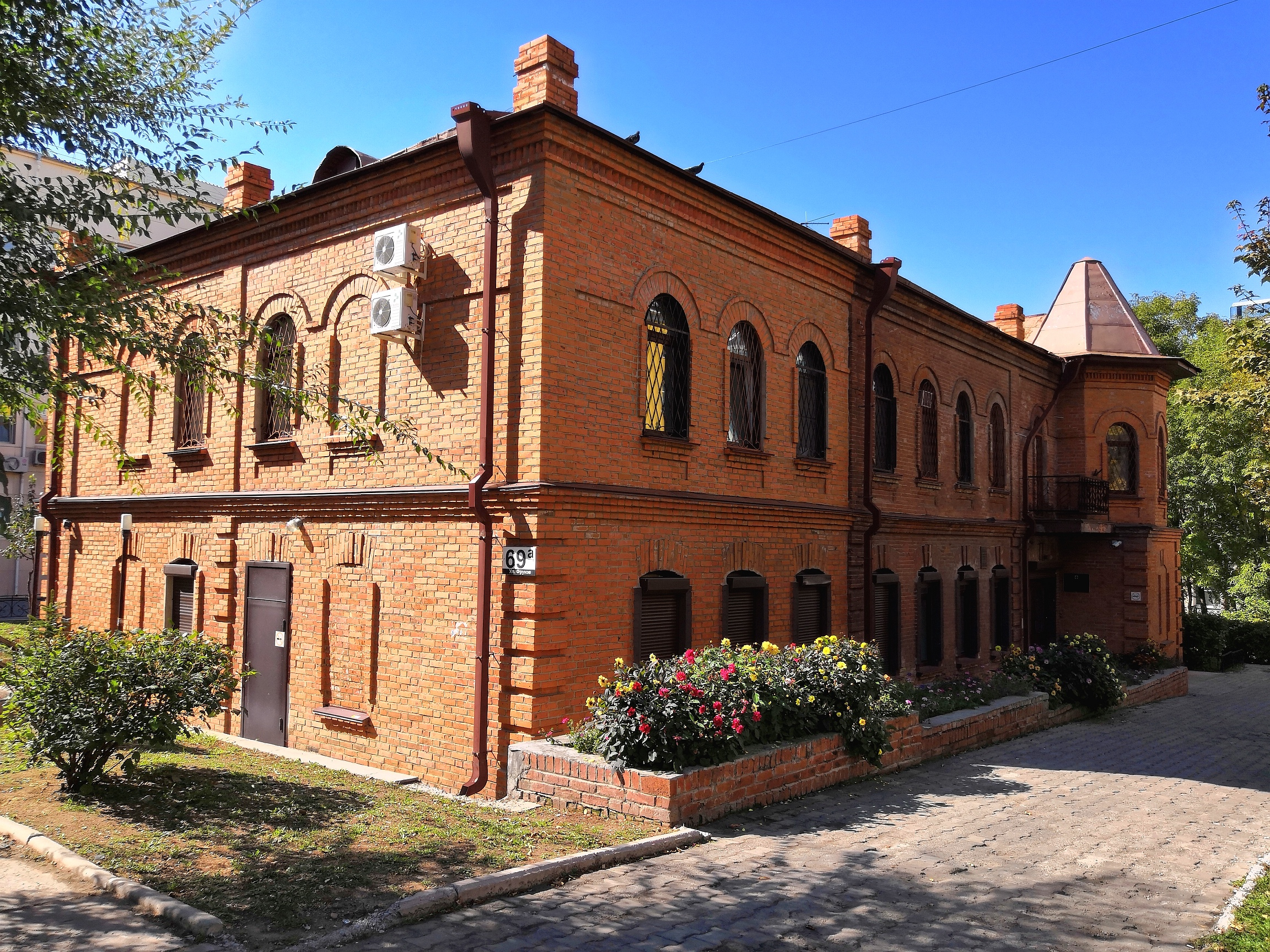
д. 69. Дом жилой Г. С. Усова
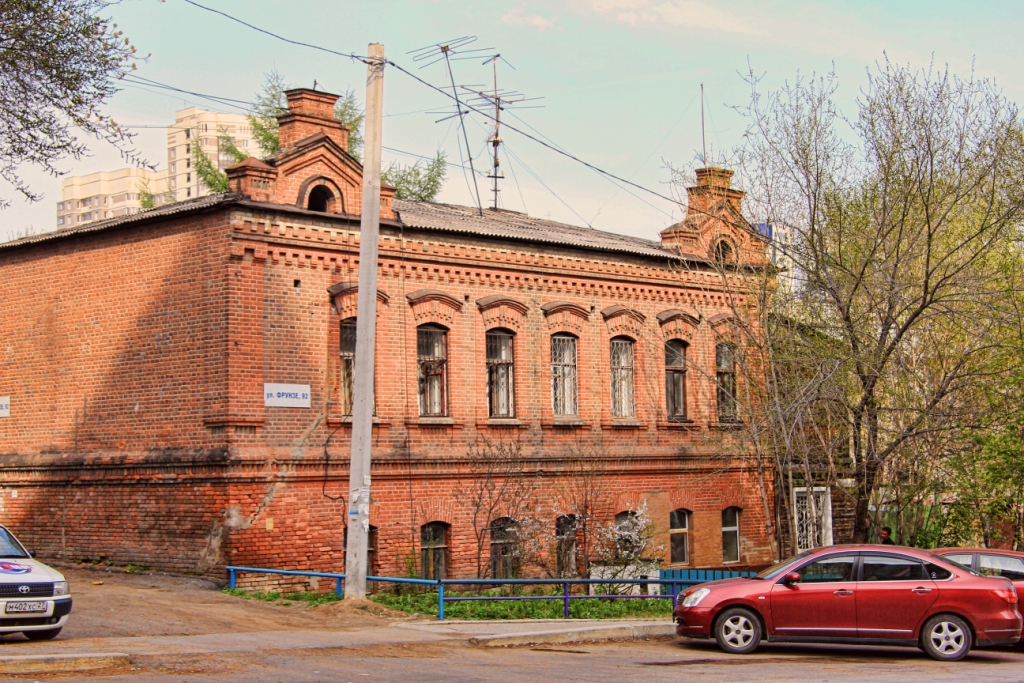
д. 92. Дом доходный П. П. Рословича
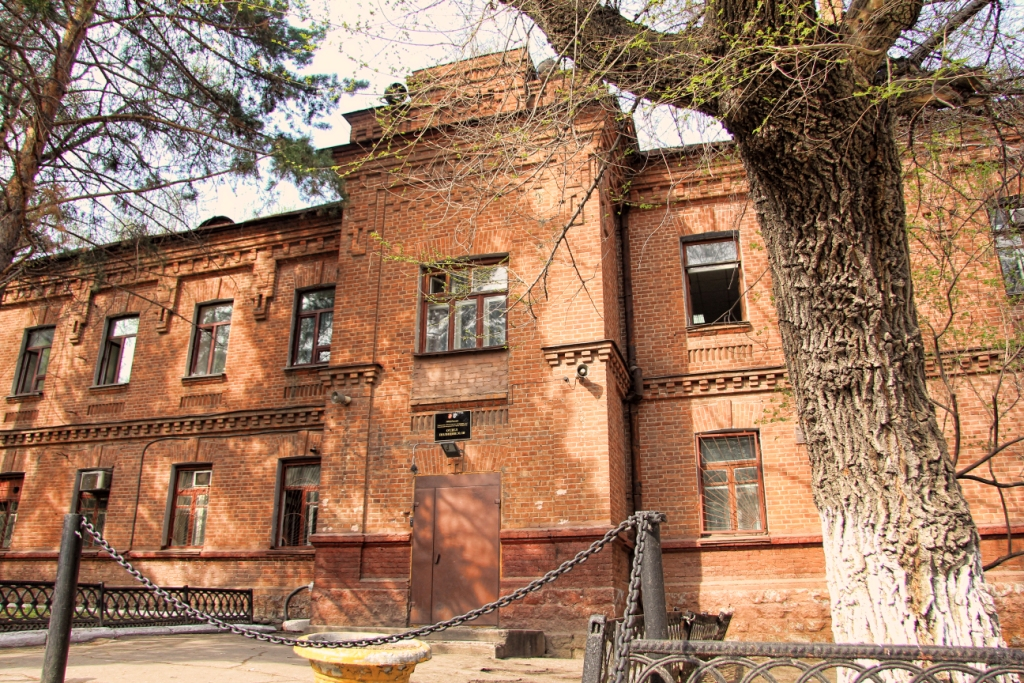
д. 98 — Офицерский флигель